# Pensadores peligrosos
Pensadores peligrosos es un libro del filósofo chileno Hugo Herrera, escrito en 2021, acerca de los ensayistas chilenos Francisco Antonio Encina, Alberto Edwards y Mario Góngora. 

## Descripción
El ensayo estudia el pensamiento político de los tres autores usualmente calificados como conservadores o antiliberales.
La tesis del ensayo es que a los tres autores los une además un realismo político. Ese realismo los lleva a privilegiar la existencia política concreta y su realización efectiva, por sobre las teorías y doctrinas políticas. 
El libro postula la tesis de que en los tres conservadores hay un pensamiento que se adentra en las condiciones de la actividad de conducción y comprensión política. En el caso de Edwards y Encina, el libro enfatiza la influencia que en ellos ejerciera Oswald Spengler. En el caso de Mario Góngora, además de la influencia de Spengler, el libro repara en el estudio que hace ese autor de pensadores como los filósofos alemanes Wilhelm Dilthey, Edmund Husserl y Martin Heidegger.
Otra tesis del libro es que esos autores pueden ser aprovechados para comprender la situación política contemporánea y efectuar una crítica del neoliberalismo chileno. Cristi y Ruiz han cuestionado esta propuesta de aprovechar a esos autores antiliberales y conservadores para comprender la situación política contemporánea.